# 매현초등학교
매현초등학교는 대한민국 경기도 수원시 영통구에 있는 공립 초등학교이다.